# 大叶火焰草
大叶火焰草（学名：Sedum drymarioides）是景天科景天属的植物。分布于台灣本島以及中国大陆的河南、江西、广东、福建、湖南、广西、安徽、湖北、浙江等地，生长于海拔200米至940米的地区，见于低山阴湿岩石上。

## 别名
荷莲豆景天（拉汉种子植物名称） 毛佛甲草（台湾植物志）